# بصحتك (اختلال ضال)
«بصحتك» (بالإنجليزية: Salud)‏ هي الحلقة العاشرة للموسم الرابع من مسلسل إيه إم سي التلفزيوني الدرامي اختلال ضال. كتبها بيتر غولد وأخرجها ميشيل ماكلارين، تم بثها على إيه إم سي في 18 سبتمبر 2011.

## وصلات خارجية
- «بصحتك» على إيه إم سي (بالإنجليزية)
- «بصحتك» على قاعدة بيانات الأفلام على الإنترنت (بالإنجليزية)